# Île des Oiseaux (Saloum)
Pour les articles homonymes, voir Île aux Oiseaux.
L'Île des Oiseaux (parfois nommée Île aux Oiseaux), Commune de Toubacouta, est une petite île inhabitée du delta du Saloum (Sénégal). Le localité le plus proche est Bettenty, Îles de Bétanti.